# 미즈하라 히로키
미즈하라 히로키(일본어: 水原 大樹, 1975년 1월 15일 ~ )는 일본의 전 축구 선수이다.

## 구단 경력
과거 나고야 그램퍼스 에이트, 혼다, 요코하마 FC, 도쿄 베르디, 기라반츠 기타큐슈, 카마타마레 사누키에서 활동하였다.